# Глобал-Телепорт
Глобал-Телепорт — российский оператор спутниковой связи.
Компания основана 20 апреля 2005 года. В 2007 году она вошла в группу компаний «Синтерра».
07 апреля 2010 переименована в «Синтерра-Центр». В 2011 году поглощена «МегаФоном».

## Менеджмент
100% акций ЗАО «Синтерра-Центр» (Глобал-Телепорт) принадлежат единственному акционеру — ЗАО «Синтерра».
В 2010 году перешла под контроль ОАО МегаФон. В 2011 году была поглощена им же.

## Деятельность
Компания ЗАО «Синтерра-Центр» (Глобал-Телепорт) является федеральным оператором спутниковой связи c собственной сетью, имеющей узлы в 169 населённых пунктах всех субъектов РФ.
ЗАО «Синтерра-Центр» (Глобал-Телепорт) работает через 3 ИСЗ с общим ресурсом более 250 МГц: Экспресс АМ1 (40° в.д.), Экспресс АМ2 (80° в.д.), Экспресс АМ3 (140° в.д.).
В настоящее время спутниковая сеть ЗАО «Синтерра-Центр» (Глобал-Телепорт) функционирует с использованием Центральных Земных Станций Спутниковой Связи (ЦЗССС), расположенных в Хабаровске и Москве.
В сети ЗАО «Синтерра-Центр» (Глобал-Телепорт) используются технологии крупнейших мировых производителей VSAT оборудования Hughes и Gilat (суммарно более 75 % мирового рынка VSAT технологий .
Сеть спутниковой связи обслуживает более 12000 абонентов и является крупнейшей сетью VSAT  как в России и СНГ.
Организация каналов связи проводилась в рамках реализации государственных контрактов по НПП «Образование», «ПВД НП», «Универсальная услуга», «Почта России».
На сегодняшний день отношение к результатам проекта «Образование» по-прежнему остается неоднозначным. Одно можно сказать точно: школы были подключены к интернету.
Сеть ЗАО «Синтерра-Центр» (Глобал-Телепорт) позволяла реализовать сети абонентов с различной архитектурой, как звездообразные сети, так и полносвязные сети и сети смешанной архитектуры.